# Chicagos pendeltåg

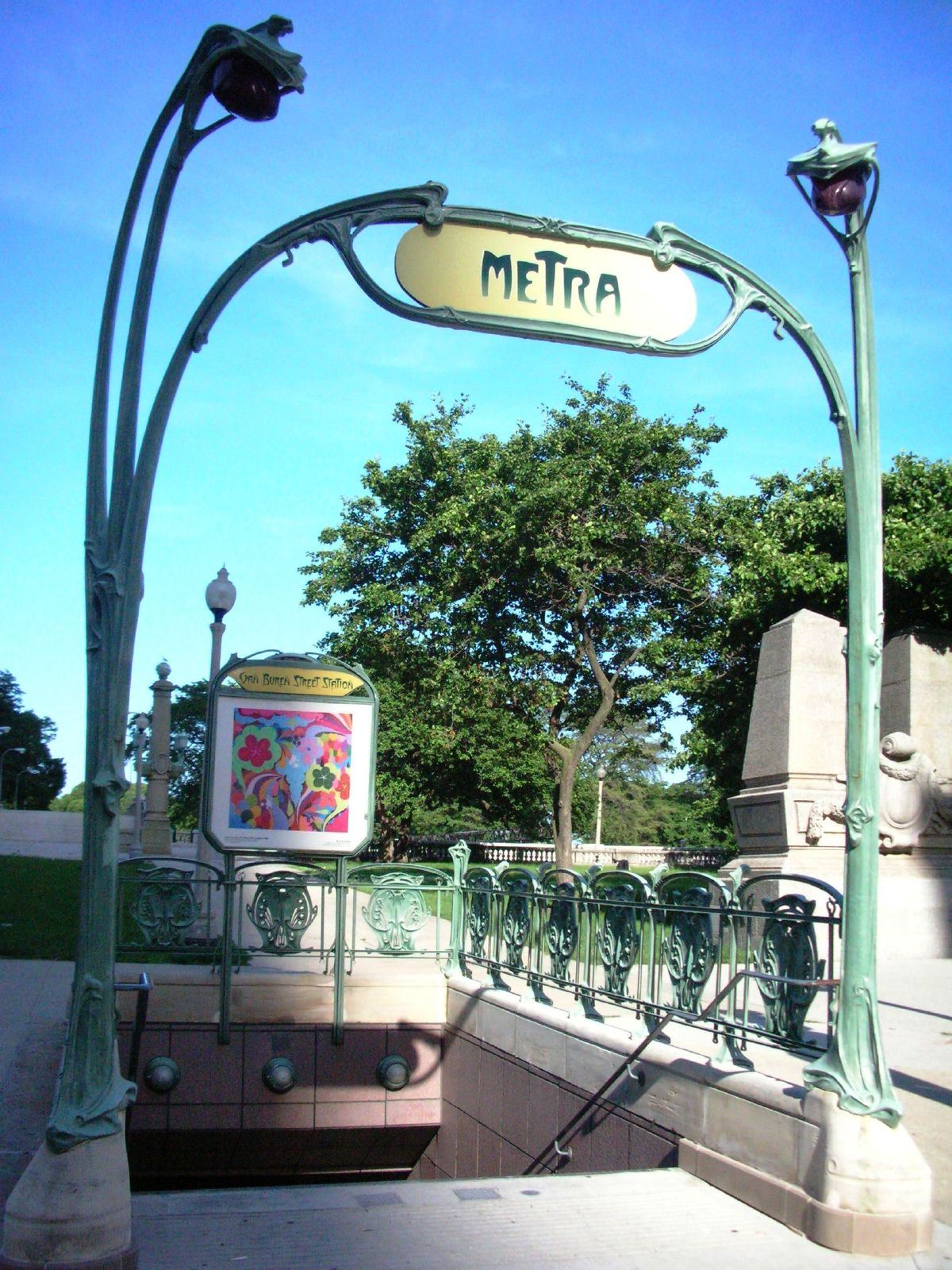
Station Van Buren Street

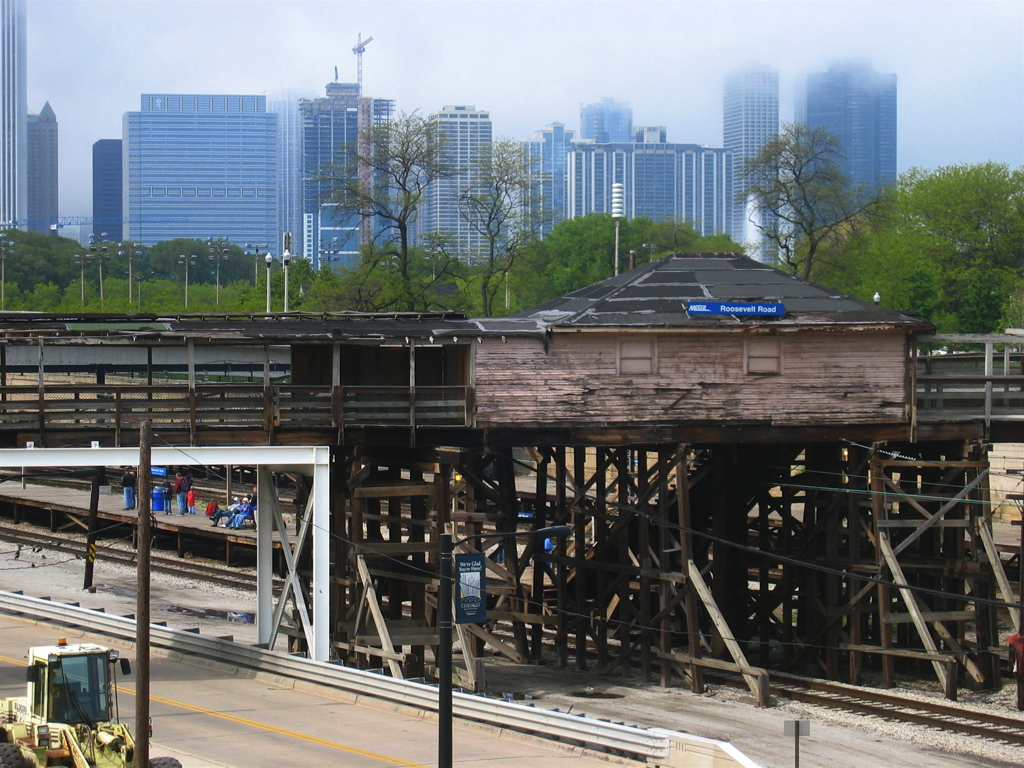
Station Roosevelt Road

Chicagos pendeltåg kallas för Metra och trafikerar ett av USA:s största pendeltågsnät i storstadsregionen Chicago. Systemet består av 11 linjer och har sammanlagd sträcka av 487 km. Ca 81 miljoner passagerare använder sig av tågen varje år, vilket gör pendeltågsnätet till USA näst största i antal resenärer.

## Pendeltågslinjer
| Linje                         | Chicagostation                | Slutstation                                  | Längd  | Stationer | Öppnade |
| ----------------------------- | ----------------------------- | -------------------------------------------- | ------ | --------- | ------- |
| Heritage Corridor             | Union Station                 | Joliet                                       | 60 km  | 6         | 1947    |
| BNSF Railway Line             | Union Station                 | Aurora                                       | 61 km  | 26        | 1864    |
| South West Service            | Union Station                 | Manhattan                                    | 67 km  | 13        | 1880    |
| Milwaukee District/West Line  | Union Station                 | Elgin /Big Timber Road                       | 65 km  | 22        | 1847    |
| North Central Service         | Union Station                 | Antioch                                      | 87 km  | 18        | 1851    |
| Milwaukee District/North Line | Union Station                 | Fox Lake                                     | 82 km  | 22        | 1924    |
| Union Pacific/West Line       | Ogilvie Transportation Center | Elburn                                       | 59 km  | 19        | 1865    |
| Union Pacific/Northwest Line  | Ogilvie Transportation Center | Harvard Harvard / Mc Henry                   | 102 km | 23        | 1865    |
| Union Pacific/North Line      | Ogilvie Transportation Center | Kenosha                                      | 84 km  | 27        | 1854    |
| Metra Electric Line           | Millennium Station            | South Chicago, Blue Island / University Park | 81 km  | 49        | 1856    |
| South Shore Line              | Millennium Station            | South Bend Airport                           | 89 km  | 22        | 1903    |
| Rock Island                   | LaSalle Street Station        | Joliet                                       | 66 km  | 25        | 1852    |